# 菅野誠一
菅野 誠一（すがの せいいち、1939年12月17日 - 2010年8月29日）は、日本の合気道家。北海道小樽市出身。
1957年に合気会に入会し、その翌年より植芝盛平の内弟子となった。1965年、植芝の命によりオーストラリアへと渡り、合気道の指導を始めた。15年ほどオーストラリアを中心に指導を行い、その後ベルギー、ルクセンブルク、フランスなどのヨーロッパ国内での指導に当たった。
1988年よりはニューヨークへと移住し、ニューヨーク合気会で山田嘉光とともに師範として普及に努めた。2003年に左足を切断する手術を受けたが、その後も義足を使用して合気道を続けた。
2010年8月29日、70歳で亡くなっている。